# جيبسون ك. أرمسترونغ
جيبسون ك. أرمسترونغ (بالإنجليزية: Gibson C. Armstrong)‏ هو سياسي أمريكي، ولد في 1967 في كارولاينا الشمالية في الولايات المتحدة. حزبياً، نشط في الحزب الجمهوري. وقد انتخب عضو مجلس نواب بنسيلفانيا.